# Hugo Förster
Hugo Förster (21 de Janeiro de 1905 - ) foi um comandante de U-Boot que serviu na Kriegsmarine durante a Segunda Guerra Mundial.

## Carreira militar
Hugo Förster entrou para a marinha alemã no ano de 1923 durante o período de entreguerras. Na Segunda Guerra Mundial comissionou o U-Boot U-501 da classe IXC no dia 30 de abril de 1941.

## Primeira Patrulha de Guerra
Saiu em sua primeira patrulha de guerra no dia 7 de agosto de 1941 a partir da base de Trondheim. Juntou-se a operação Grönland quando esta se iniciou no dia 10 de agosto de 1941 e permaneceu até quando a operação foi dispersada no dia 27 de agosto de 1941 sem ter entrado em combate. No mesmo dia se iniciou a operação Markgraf, que contou com um total de 15 U-Boots e afundou 17 navios aliados. Um destes navios afundados foi atacado pelo U-501 comandado por Förster, o navio mercante a vapor norueguês Einvik (comandante Finn Wetteland) de 2 000 toneladas. O ataque ocorreu no dia 5 de setembro de 1941 a 450 km a sudoeste da Islândia , sendo afundado em seguida por disparos de canhão. Foram emitidos chamados de socorro e uma aeronave sobrevoou o local do ataque, mas não encontrou nenhum sinal da embarcação nem dos sobreviventes, reportando que provavelmente não havia sobreviventes. Todos os 23 membros da tripulação haviam conseguido escapar com vida em dois botes salva-vidas.
O U-Boot de Förster foi afundado no dia 10 de setembro de 1941 às 23h30min no estreito da Dinamarca ao sul de Angmagsalik, Groenlândia  por cargas de profundidade lançadas pelos navios de corveta HMCS Chambly e HMCS Moosejaw. Dos 48 tripulantes, 11 morreram e os demais 37 sobreviveram, incluindo Förster, que se tornou prisioneiro de guerra até o final do conflito.

### Patentes
| Korvettenkapitän | 1 de fevereiro de 1939 |

### Patrulhas
|       | U-Boot | Partida             | Partida   | Chegada                | Chegada   | Dias    | Toneladas |
| ----- | ------ | ------------------- | --------- | ---------------------- | --------- | ------- | --------- |
|       | U-501  | 2 de julho de 1941  | Kiel      | 3 de julho de 1941     | Horten    | 2 dias  |           |
|       | U-501  | 12 de julho de 1941 | Horten    | 15 de julho de 1941    | Trondheim | 4 dias  |           |
| 1     | U-501  | 7 de agosto de 1941 | Trondheim | 10 de setembro de 1941 | Afundado  | 35 dias | 2 000     |
| Total | Total  | Total               | Total     | Total                  | Total     | 35 dias | 2 000 t   |

### Navios afundados
Navio afundado por Hugo Förster:
| Data                  | U-Boot | Nome da Embarcação | Toneladas | Nacionalidade | Comboio | Local do ataque     |
| --------------------- | ------ | ------------------ | --------- | ------------- | ------- | ------------------- |
| 5 de setembro de 1941 | U-501  | Einvik             | 2 000     | norueguês     | SC-41   | 60° 38' N 31° 18' O |
| Total                 | Total  | Total              | 2 000 t   |               |         |                     |

## Operações conjuntas de ataque
O comandante Hugo Förster participou das seguinte operações de ataque combinado durante a sua carreira:
- Rudeltaktik Grönland[3] (10 de agosto de 1941 - 27 de agosto de 1941)
- Rudeltaktik Markgraf[4] (27 de agosto de 1941 - 10 de setembro de 1941)

## Coordenadas
1. ↑  em posição 60° 38' N 31° 18' O
2. ↑  em posição 62° 50' N 37° 50' O